# Бета-секретаза
Бета-секретаза (также англ. Beta-site APP-cleaving enzyme 1, BACE1) — аспартатная протеаза, наиболее известная своим участием в образовании бета-амилоида, но также участвующая в других процессах, в частности, в формировании миелиновых оболочек периферийных нервов. Структурно BACE1 представляет собой трансмембранный белок с двумя активными аспартамовыми остатками на внеклеточном домене. BACE1 может образовывать димеры.
Участие BACE1 в миелинизации связано с его способностью расщеплять и активировать нейрегулин 1.